# Андреа ди Бартоло
Андреа ди Бартоло (итал. Andrea di Bartolo; ок. 1358, Сиена — 1428, Сиена) — итальянский живописец периодов проторенессанса и кватроченто сиенской школы.

## Биография
Андреа ди Бартоло был единственным выжившим из девяти детей живописца Бартоло ди Фреди и его супруги Бартоломеи ди Чекко. В выборе профессии Андреа последовал за отцом. До 1410 года многие работы они выполняли вместе, поэтому перед позднейшими исследователями в ряде случаев возникали проблемы по разделению совместного художественного наследия, оставленного отцом и сыном. На индивидуальный стиль художника оказали влияние как его отец, так и Спинелло Аретино, а также некоторые черты творчества Симоне Мартини. Андреа считается одним из самых значительных художников сиенской живописи конца четырнадцатого и первой половины пятнадцатого века.
В 1389 году имя Андреа впервые встречается в списке художников Сиены. В том же году Андреа ди Бартоло помогал своему отцу и Луке ди Томме расписывать алтарь для капеллы дель’Арте-деи-Кальцолари в Сиенском соборе. Обучение будущий мастер прошёл в мастерской отца: об этом свидетельствует его стиль, который был прямым продолжением искусства Бартоло ди Фреди. Исследователи отмечают лишь небольшие различия в их творчестве, считая, что сын в живописи был более консервативным, чем его отец. После 1390 года Андреа становится одним из самых успешных художников Сиены; он получал престижные заказы и за её пределами в области Венето. Семейство Бартоло ди Фреди длительное время было связано с церковью Сан-Доменико в Сиене (в этом храме погребены многие братья и сёстры Андреа, умершие в младенчестве, а также его отец; кроме того, Бартоло ди Фреди расписал главный алтарь этого храма). Фра Томмазо ди Антонио Каффарини, служивший приором в церкви Сан-Доменико, в 1394 году приобрёл резиденцию в Венеции; исследователи считают, что именно благодаря ему Андреа получил престижные заказы в Венето.
Продолжая работать в мастерской отца, Андреа часть произведений выполнял самостоятельно. Первая известная работа (имеющая подпись, но без даты) была создана Андреа около 1395 года — это «Вознесение Девы Марии» (ныне в Музее изящных искусств Вирджинии, Ричмонд). В начале 1400-х годов Андреа расписал алтарь «Мадонна с Младенцем и святыми Филиппом и Иаковом» (Сиена, Пинакотека, инв. № 219). 27 мая 1405 года художнику были поручены работы в капелле Сан-Витторио Сиенского собора, и в январе 1406 года Андреа получил 70 золотых флоринов (эти фрески, выполненные в 1405—1406 годах, позднее погибли).
3 августа 1407 года Бартоло ди Фреди составил завещание, в котором назначил Андреа единственным наследником своего имущества. В октябре 1409 года Андреа ди Бартоло получил плату за золочение статуи Святого Крещенция (Crescens) в капелле Сиенского собора (согласно другому источнику, плата была получена за золочение деревянной статуи Крещенция работы Франческо Вальдамбрино). 8 марта следующего года Андреа была поручена роспись статуй святых покровителей Сиены — Ансана Сиенского и Крещенция, изготовленных Франческо Вальдамбрино. В сентябре 1410 года представитель доминиканского ордена «брат Антонио Бинди» установил семь витражей и круглое окно (oculus) в сакристии Сиенского собора — всё было выполнено по эскизам Андреа ди Бартоло. В том же 1410 году скончался отец художника.
В 1413 году Андреа ди Бартоло создал алтарь, который ныне именуют «Четыре святых». Это единственная работа Андреа, имеющая и подпись и дату. На алтаре изображены святые Иоанн Креститель, Франциск, Пётр и Иоанн Богослов. Алтарь был создан для монастыря Святой Петрониллы и теперь находится в монастыре Оссерванца (Сиена). Итальянский исследователь Бранди считает, что этому алтарю могла принадлежать ещё одна часть — «Святой Михаил Архангел» из Сиенской пинакотеки (№ 63).
В 1417 году Андреа приобрёл дом за 97 флоринов, год спустя он передал госпиталю часть суммы, которую должен был выплатить по завещанию своего отца. В 1425 году художник приобрёл помещение для мастерской в районе церкви Св. Христофора (округ Толомеи), отдав за неё 140 флоринов, а также участок земли в Санта-Мария-ди-Тресса, заплатив 58 флоринов.
Андреа ди Бартоло скончался в 1428 году: 3 августа 1428 года он был похоронен в клуатре монастыря Сан-Доменико в Сиене, в том же месте, в котором завещал похоронить себя его отец Бартоло ди Фреди. Жена Андреа, Кристофора, скончалась в 1444 году. Двое его сыновей Джорджо ди Андреа ди Бартоло и Ансано ди Андреа ди Бартоло стали художниками. Первый в 1409 году упоминается в реестре сиенских живописцев, а в 1412 году он совместно с Джакомо ди сер Микеле да Читта-ди-Кастелло написал алтарную картину для каноников Сан-Флоридо в Читта-ди-Кастелло, за которую, согласно документам, получил 35 флоринов и одну меру вина. Второй сын работал в 1439—1480 годах, известен по совместной работе с Сано ди Пьетро над миниатюрами «Книги хоралов» для Сиенского собора). Но сыновья Андреа оказались менее значительными художниками, чем их отец, и их дед.
Андреа ди Бартоло был живописцем Интернациональная готика сиенской готики, соединившим несколько разных влияний; в его художественной практике наряду с несомненным продолжением манеры отца ощущаются отголоски произведений Амброджо Лоренцетти, Симоне Мартини и сильная драматическая нота. В некоторых его работах эксперты усматривают влияние Спинелло Аретино, а в поздних — Таддео ди Бартоло. Большинство приписываемых Андреа произведений не имеет даты, поэтому выстраивание их хронологии носит неустойчивый характер — имеет большой хронологический «люфт», либо отличается у разных исследователей.

## Галерея

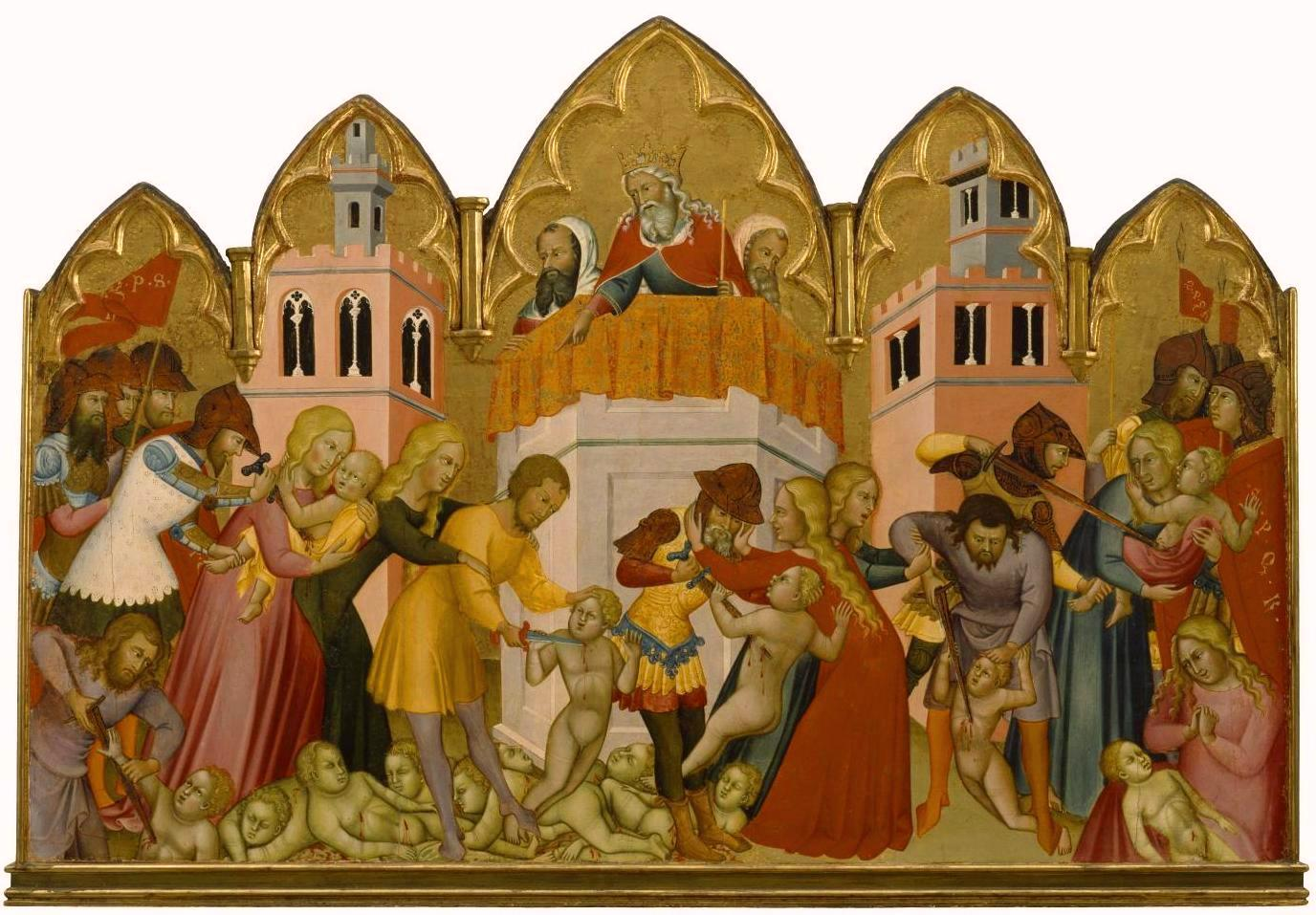
Избиение младенцев. Ок. 1388. Дерево, темпера. Галерея Уолтерса, Балтимор, США
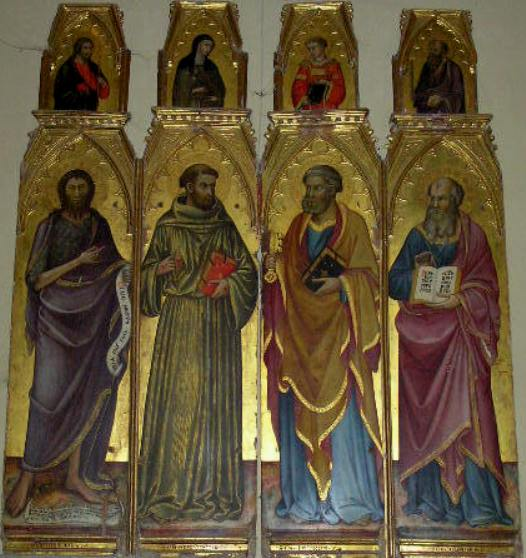
Четыре святых. Полиптих. 1413. Дерево, темпера, золочение. Базилика Оссерванца, Сиена
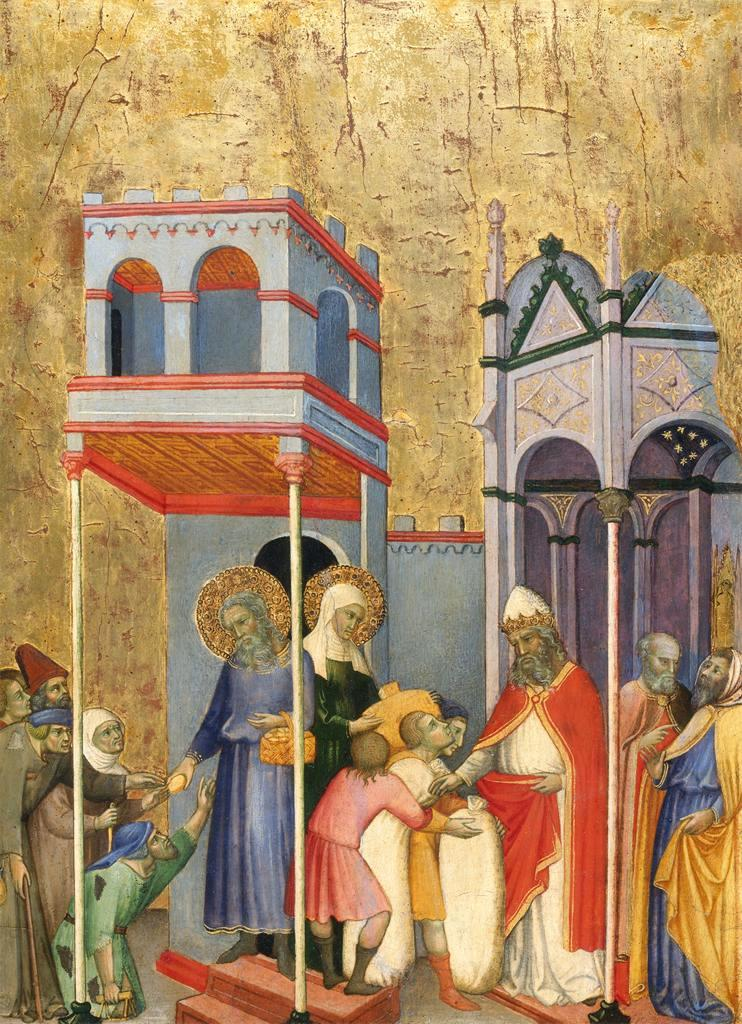
Иоаким и нищие. Ок. 1400. Дерево, темпера, золочение. Национальная галерея искусства, Вашингтон
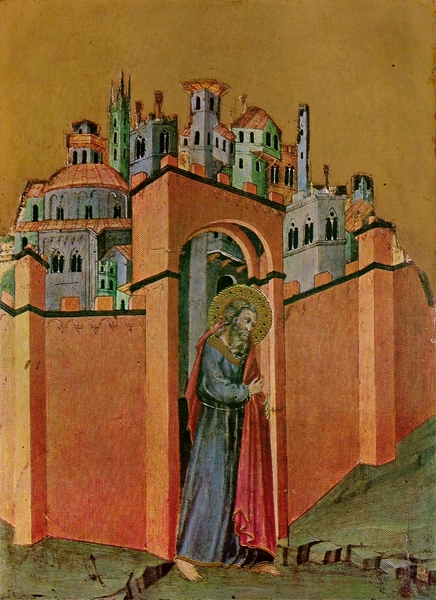
Иоаким покидает город. Ок. 1400. Дерево, темпера, золочение. Христианский музей, Эстергом
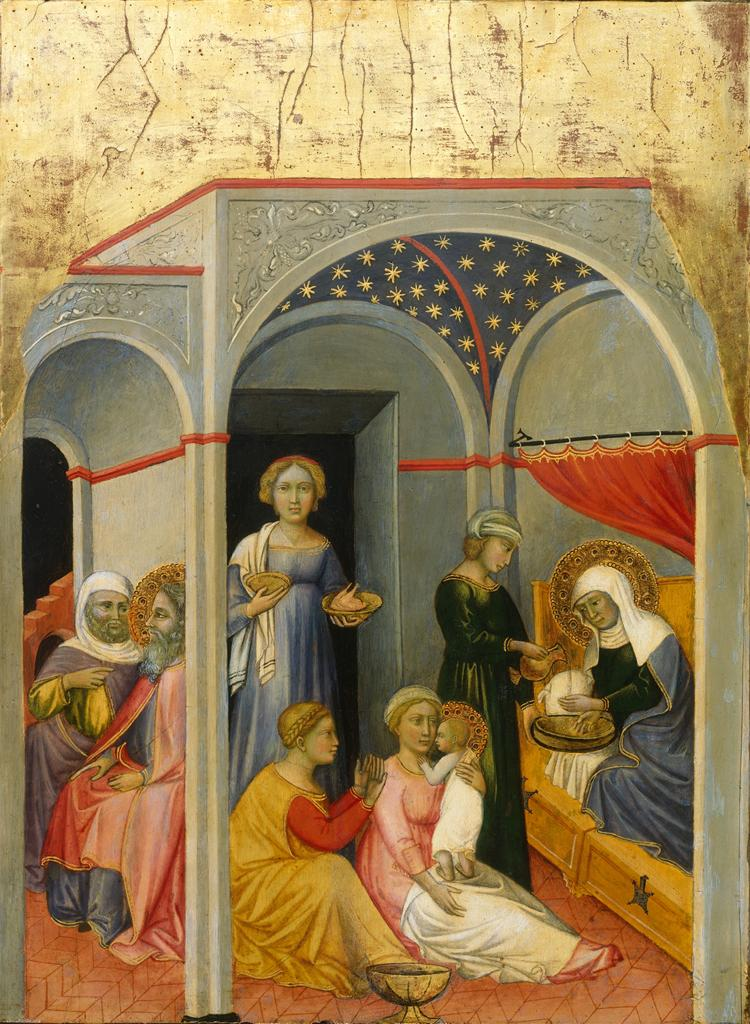
Рождество Марии. Ок. 1400. Дерево, темпера, золочение. Национальная галерея искусства, Вашингтон
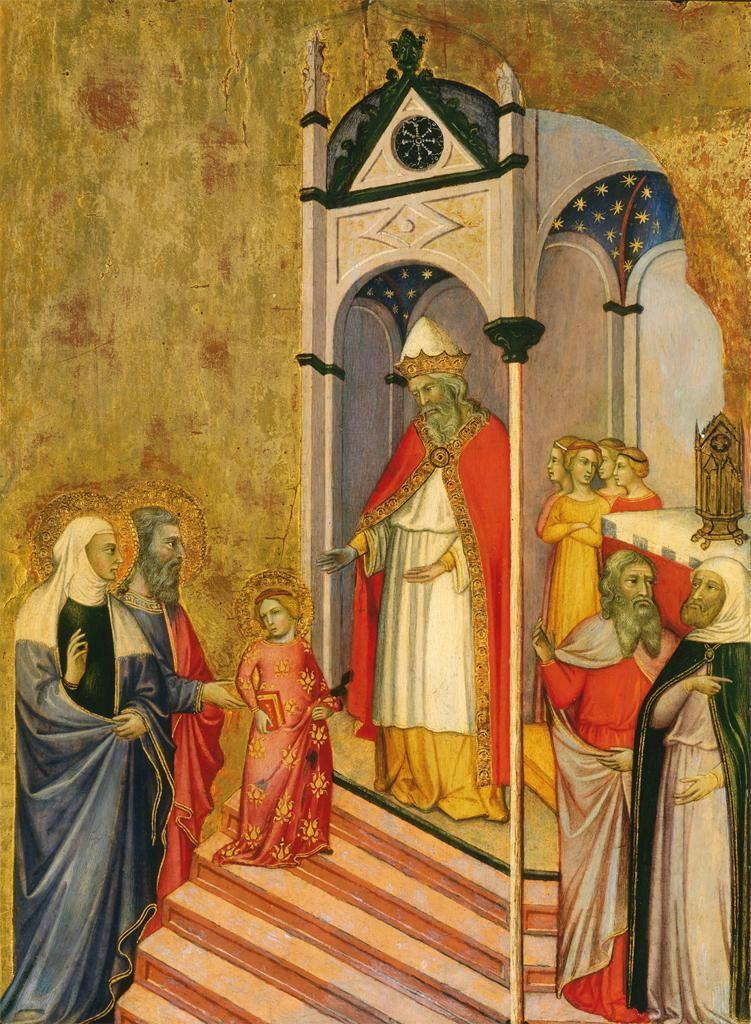
Введение Марии во храм. Ок. 1400. Дерево, темпера, золочение. Национальная галерея искусства, Вашингтон
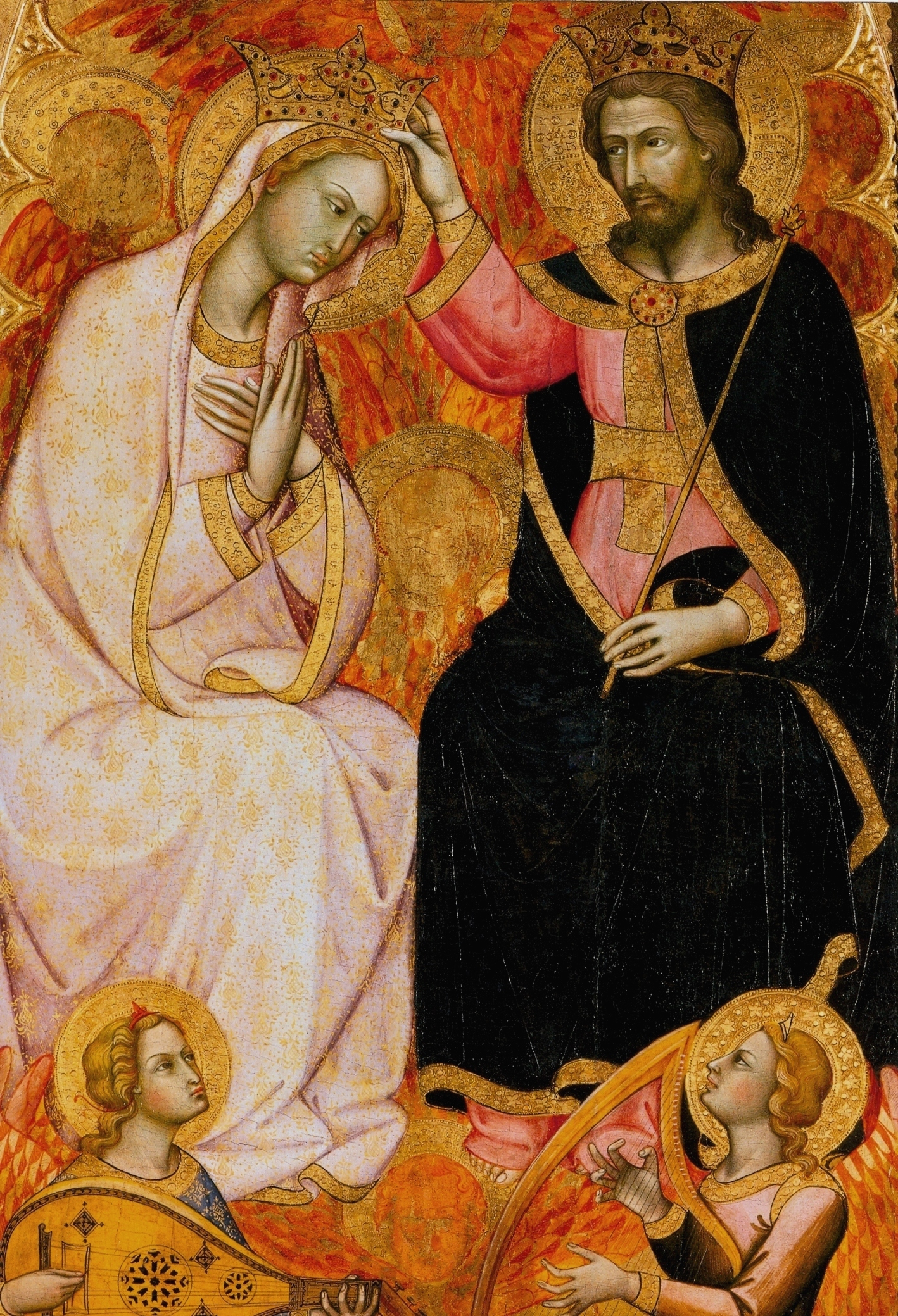
Коронование Девы Марии. Между 1405 и 1407. Дерево, масло. Ка д’Оро, Венеция
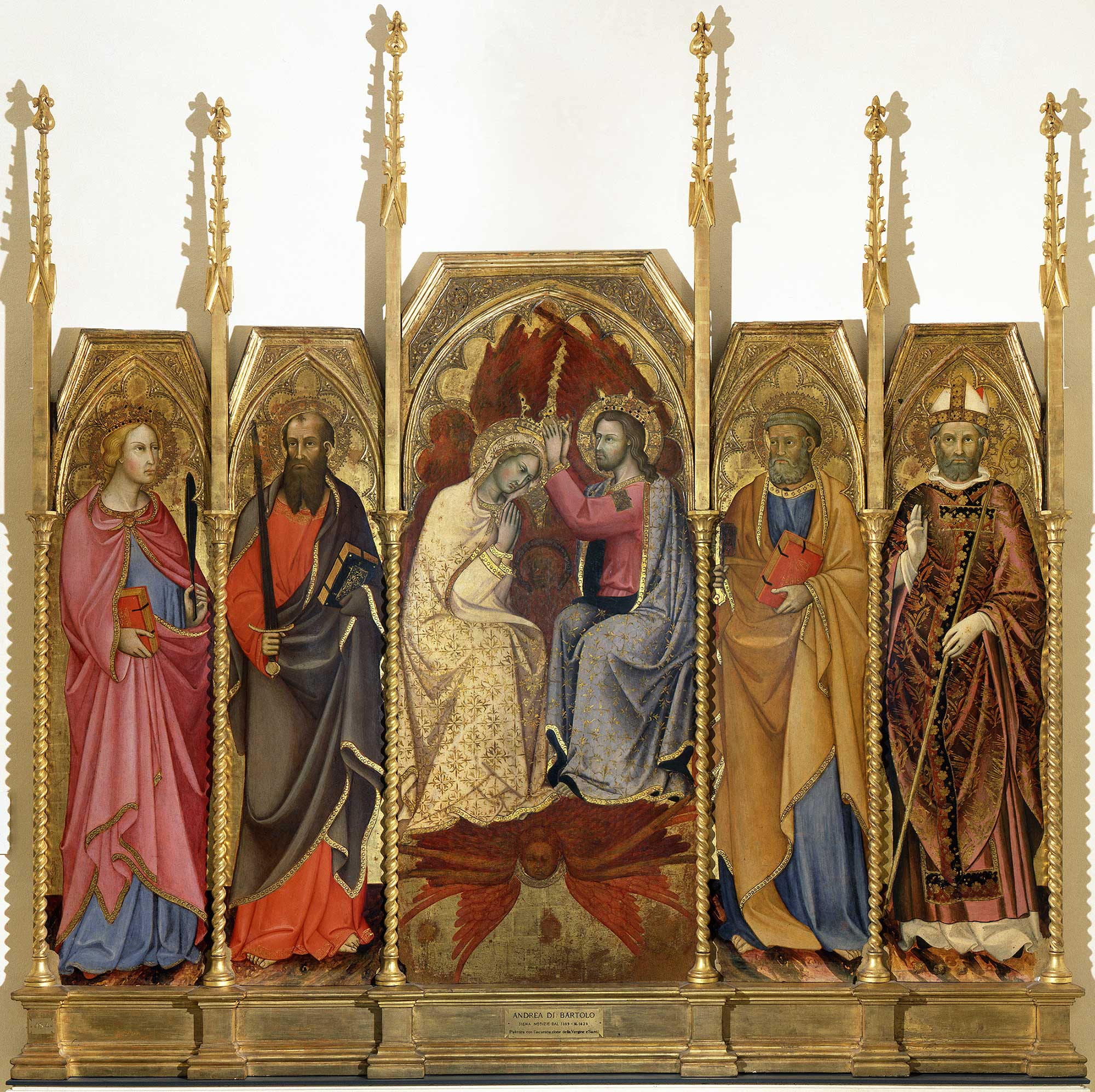
Коронование Девы Марии. Полиптих. Между 1410 и 1415. Дерево, темпера. Пинакотека Брера, Милан

## Сведения о произведениях
Первая подписанная работа художника датируется временем около 1395 года — «Вознесение Девы Марии» (Музей изящных искусств Вирджинии, Ричмонд). Эта картина до 1910 года принадлежала семейству Кастракане ди Фано; считается, что заказчиками были представители этого семейства, жившие в XIV веке. В нижней части картины сохранилась надпись «Andreas Bartoli de Magistri Fredi de Senis pinxit — Hoc opus fecit fieri dormina Honesta uxor quondam ser Palamides de Urbino pro animabus diti viri sui Mathei filii eorum» (Андреа Бартоли сын Мастера Фреди из Сиены написал по заказу Хонесты ради упокоения души её умершего супруга Паламедеса из Урбино и их сына Маттео). Оба — Паламедес и Маттео изображены стоящими пред опустевшим гробом Марии.
Кроме этого, известны ещё три произведения Андреа, имеющие его подпись — две «Мадонны Смирение» (следы обеих затерялись после 1931 года), и алтарь с изображением сцены Благовещения, Марии Магдалины и Святого Антония Аббата в приходской церкви Святых Петра и Павла.
К несомненным работам Андреа относят:
- «Избиение младенцев» (1388, Балтимор, Галерея Уолтерса); произведение было навершием алтарной картины «Принесение во храм», написанной его отцом Бартоло ди Фреди, хранящейся в Лувре, Париж; обе картины ранее украшали алтарь церкви Сант-Агостино в Сан-Джиминьяно, и были выполнены совместно отцом и сыном.
- Полиптих «Коронование Девы Марии», в создании которого Андреа принял участие совместно с отцом и Лукой ди Томме (1388), находится в Музее религиозного искусства, Монтальчино.
- Алтарная картина «Святые Екатерина Сиенская, Блаженная Иоанна Флорентийская, Ванна Орвиетская, Маргарита из Читта-ди-Кастелло и Даниелла Орвиетская» (между 1394 и 1498, 56х97 см; Мурано, Музей стекла). Это одно из первых изображений Екатерины Сиенской. На пределле написаны сцены чудес, произошедших с изображёнными доминиканскими (монахинями Третьего Ордена, в частности обретение стигматов).
- Три небольших картины из Национальной галереи искусства, Вашингтон, со сценами из жизни Девы Марии: «Иоаким и нищие», «Рождество Марии» и «Введение Марии в храм». Работы не имеют подписи и даты; они атрибутированы Андреа ди Бартоло по стилевым особенностям и датируются «около 1400 года». Одни исследователи считают, что картины могли быть частями полиптиха, другие, что три сцены из жизни Марии ранее украшали реликварий. По мнению Чезаре Бранди, «Рождество Марии» повторяет утраченную фреску Лоренцетти на эту тему, которая в XIV веке украшала фасад Оспедале Санта-Мария делла Скала, а «Введение Марии в храм» композиционно опирается на известную фреску Таддео Гадди во флорентийской церкви Санта-Кроче и на работы Паоло ди Джованни Феи. Четвёртая картина из этой серии «Иоаким покидает Иерусалим» находится в Христианском музее в Эстергоме (Венгрия).

- Полиптих «Благовещение со святыми Антонием Аббатом и Марией Магдалиной», датируется ок. 1400 года и хранится в Музее священного искусства Валь д’Арбия, Буоноконвенто. Полиптих был написан для церкви Святых Петра и Павла, и дошёл до наших дней в полуразрушенном виде: не сохранились его пинакли и разделительные колонны. Это произведение имеет подпись художника.
- Полиптих, центральная панель которого не идентифицирована (возможно это была «Мадонна с Младенцем»); сохранились только боковые части: «Святой Бьяджо» (Национальная галерея, Осло), «Святая Луция» (Музей Ашмолеан, Оксфорд), «Святая Екатерина Александрийская» (Музей Линденау, Альтенбург), «Святой Бенедикт» (аукцион Кристис), «Святая Маргарита Антиохийская» и «Святая Цецилия» (обе — в собрании Эдуардо Моратилла, Париж). Полиптих датируют приблизительно «до 1406 года».
- «Коронование Девы Марии», центральная часть неизвестного полиптиха, ок. 1405—1407 годов, хранится в Ка д’Оро, Венеция. Картина обрезана по краям, и поскольку её первоначальные размеры установить невозможно, не представляется возможным определить, к какому полиптиху она могла принадлежать. Исследователи видят в ней сильное влияние работ Симоне Мартини.
- Полиптих «Коронование Марии» (Между 1410 и 1415, Пинакотека Брера, Милан; центральная панель — 160х65 см; боковые — Св. Екатерина, св. Павел, св. Пётр и св. Августин — 142х36 см). Ранее находился у бенедиктинцев монастыря Святой Екатерины Александрийской в Сант-Анджело-ин-Вадо, неподалёку от Урбино. Никаких документов, касающихся создания этого алтаря, не сохранилось, атрибуция основана на стилевых особенностях. По мнению исследователей, в создании полиптиха принимал участие сын Андреа — Джорджо ди Андреа, работе которого принадлежит фигура Святого Петра. Две другие части полиптиха, «Архангел Михаил» и «Иоанн Креститель», хранятся в Национальной галерее Марке в Урбино.
- Полиптих с центральной панелью «Мадонна с Младенцем на троне» (110х50 см; ок. 1410—1415 годов, Художественный музей Принстонского университета). Известны три боковые панели этого полиптиха: «Святая Доротея» и «Святой Антоний Аббат» (обе в Национальной галерее Умбрии, Перуджа), «Святой Савиний» (Музей Пти-Пале, Авиньон). Четвёртый фрагмент алтаря — «Благословляющий Христос» из Института искусств, Детройт.
- Серия небольших (в среднем 41х38 см) картин со сценами из жизни святого Гальгано, которые ранее составляли пределлу неизвестного алтаря: «Гальгано призывает народ поклоняться святому кресту» (Национальная галерея, Дублин), «Отшельничество Гальгано», «Встреча Гальгано с архангелом Михаилом», «Архангел Михаил отводит альгано к двенадцати апостолам» и «Погребение Гальгано» — все в Музее Сан-Маттео, Пиза. Серия датируется приблизительно 1415 годом и принадлежит к наиболее поэтичным произведениям Андреа.
- Картины пределлы алтаря из неизвестной церкви, которые судьба рассредоточила по разным музеям: «Путь на Голгофу» (Собрание Тиссена-Борнемисы, Мадрид), «Распятие» (Метрополитен-музей, Нью-Йорк) «Оплакивание Христа» (Национальный музей, Стокгольм), «Воскресение» (Галерея Уолтерса, Балтимор). Ф. Дзери в 1977 году предположил, что ещё одной частью этой пределлы могло быть «Предательство Иуды» (картина была продана в Париже в 1972 году, и ныне хранится в частном собрании). Позднее Миклош Босковиц предложил реконструкцию всего полиптиха, куда, по его мнению, могли входить несколько изображений святых в полный рост, появлявшиеся на итальянском антикварном рынке — «Святой Людовик Тулузский», «Иоанн Креститель», «Иоанн Богослов» и «Святой Франциск», поскольку все эти работы подходили по габаритам. Центральная панель этого алтаря до сих пор не идентифицирована. Работы датируют приблизительно 1410—1415 годами.

## Галерея

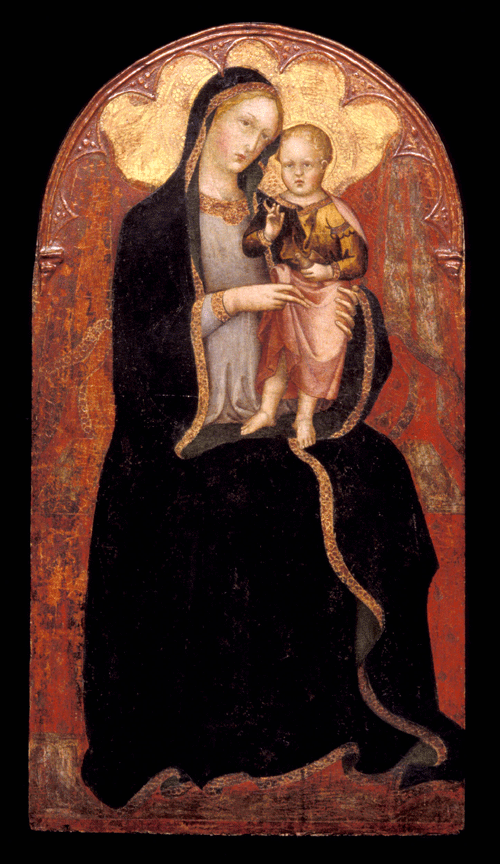
Мадонна с Младенцем. 1410—1415. Дерево, темпера. Художественный музей Принстонского университета
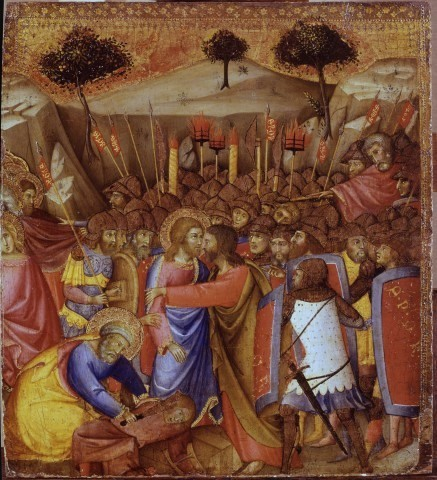
Предательство Иуды. 1410—1415. Дерево, темпера. Частное собрание
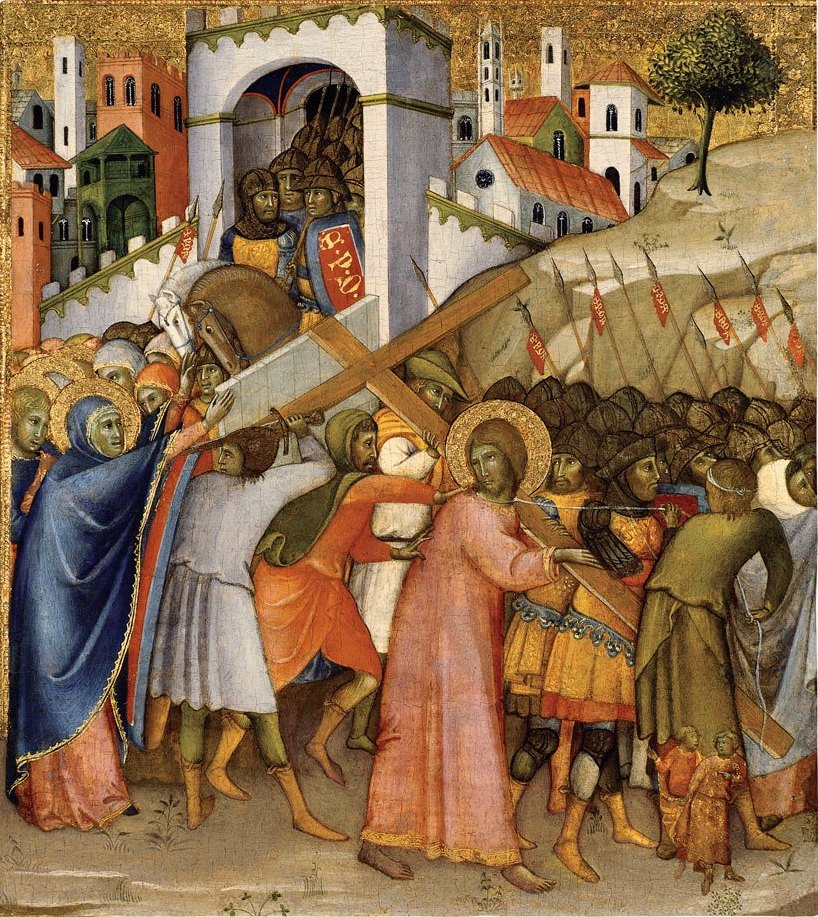
Путь на Голгофу. 1410—1415. Дерево, темпера. Собрание Тиссена-Борнемисы, Мадрид
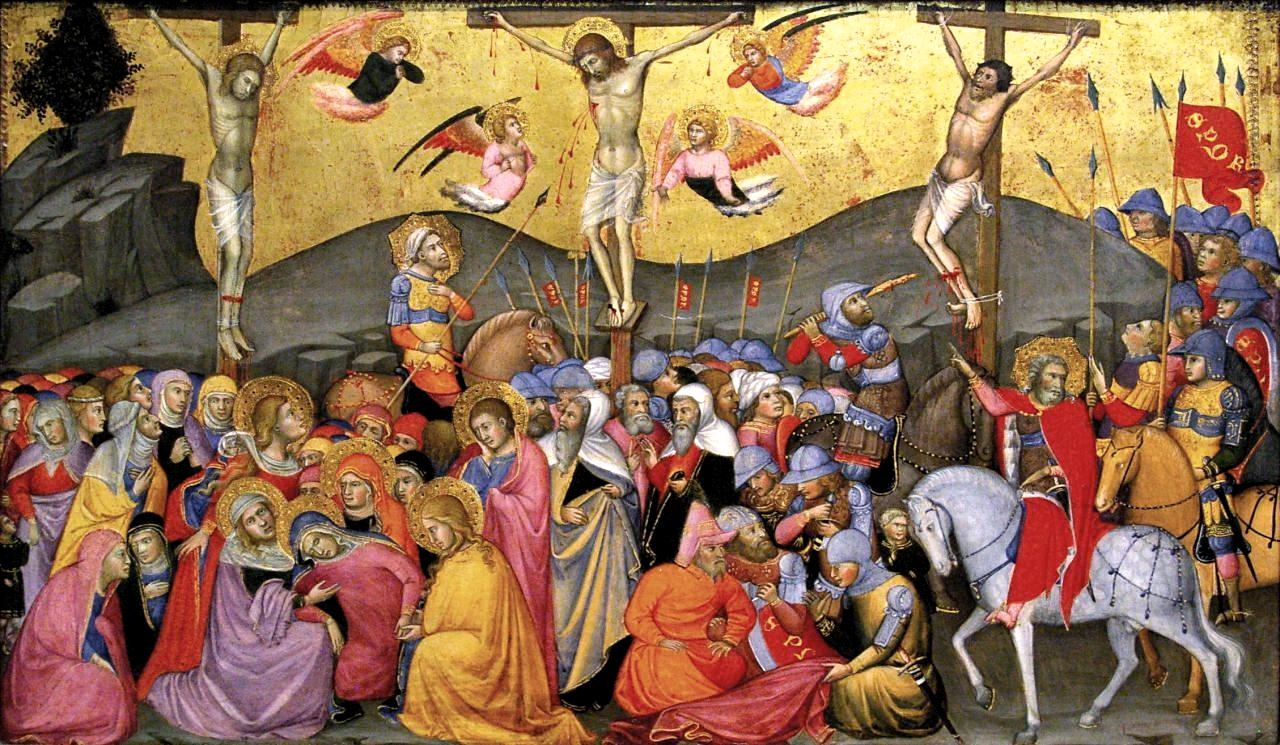
Распятие. 1410—1415. Дерево, темпера. Метрополитен-музей, Нью-Йорк
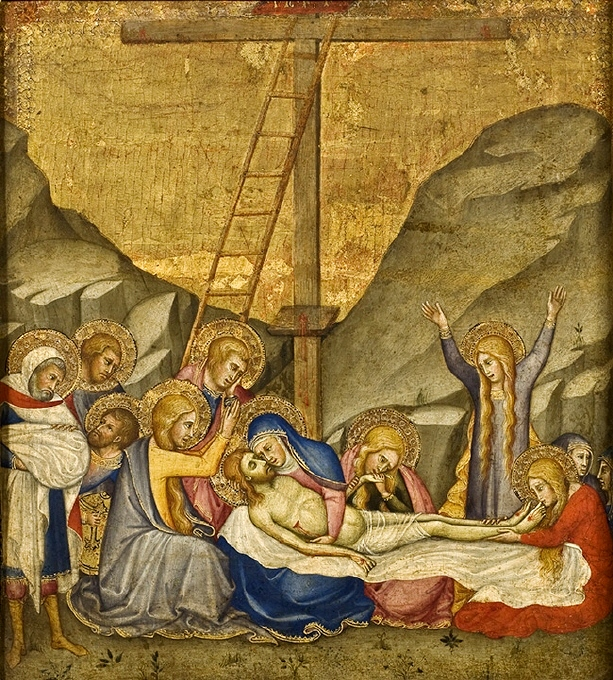
Оплакивание Христа. 1410—1415. Дерево, темпера. Национальный музей, Стокгольм
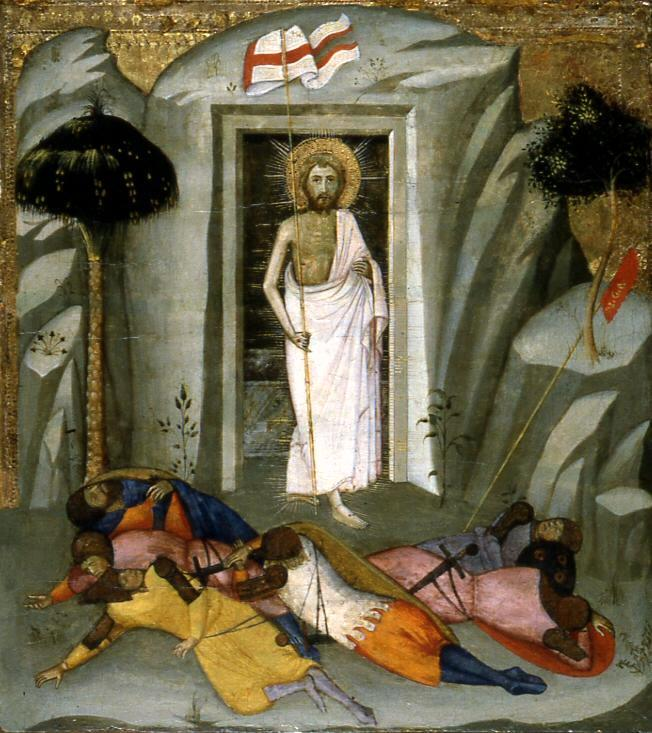
Воскресение. 1410—1415. Дерево, темпера. Галерея Уолтерса, Балтимор

- Полиптих «Мадонна с Младенцем на троне и святые». 1420, Пинакотека, Сиена.

- Полиптих из церкви Сан-Джакомо «Мадонна с Младенцем, донатором и святыми». Произведение относят к поздним работам Андреа и датируют примерно 1425 годом. В том же храме хранятся детали пределлы полиптиха со сценами Страстей Христа.

Андреа приписывается более двадцати «Мадонн с Младенцем», часть из которых ранее служила центральными частями триптихов или полиптихов, несколько изображений «Распятия», и множество образов святых. Ему также приписывают целый ряд небольших триптихов, созданных для молитвы в домашних условиях («домашних алтарей»). В связи с этим итальянская исследовательница Дж. Келацци Дини отмечала, что художник перенял у своего отца стиль, который тот использовал в миниатюрных произведениях, но никогда не пытался имитировать манеру, которую Бартоло ди Фреди применял в крупноформатных работах, таких, как его фресковые росписи в церкви Коллегиальной церкви в Сан-Джиминьяно.
Последней работой художника Миллард Мисс считал частично разрушенную фреску в северном трансепте церкви Сан-Франческо в Тревизо с изображением Святого Франциска, Мадонны Смирения с ангелами и Иоанна Крестителя. В общей сложности Андреа ди Бартоло и его мастерской приписывается более 150 произведений — полиптихов, триптихов, диптихов, и отдельных картин, которые когда-то были частями более сложных алтарных конструкций. Кроме алтарей, фресок, витражей, росписи скульптур Андреа занимался книжной миниатюрой; несколько манускриптов с его миниатюрами хранятся в сиенской Муниципальной Библиотеке.

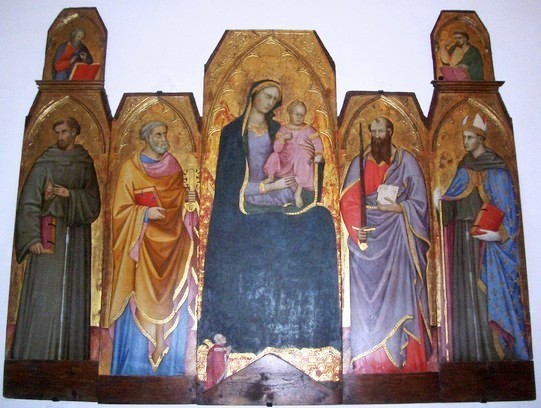
Полиптих. Ок. 1425. Дерево, темпера. Церковь Сан-Джакомо, Тускания
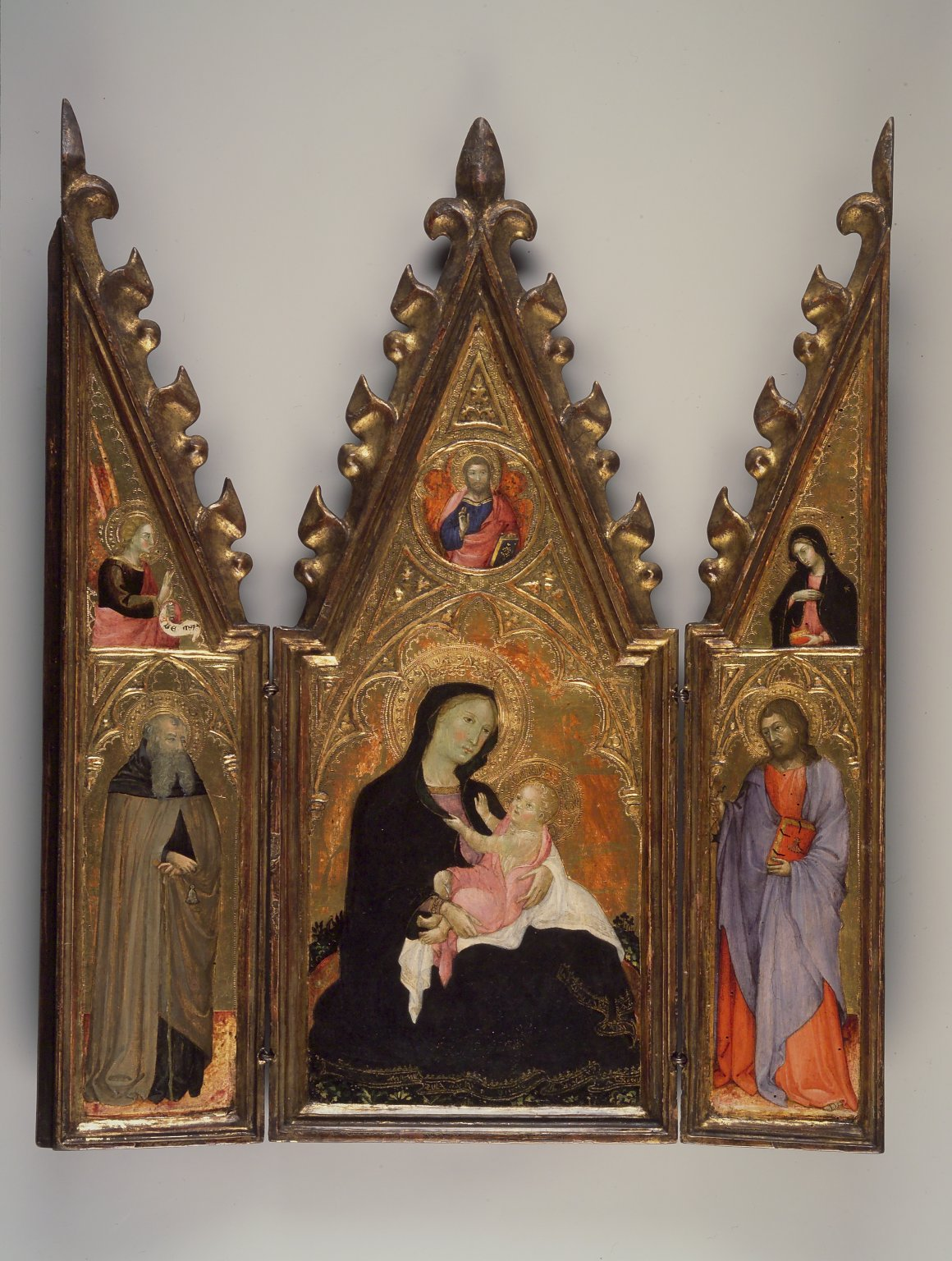
Мадонна Смирение. Триптих. Дерево, темпера. Музей Бруклина, Нью-Йорк
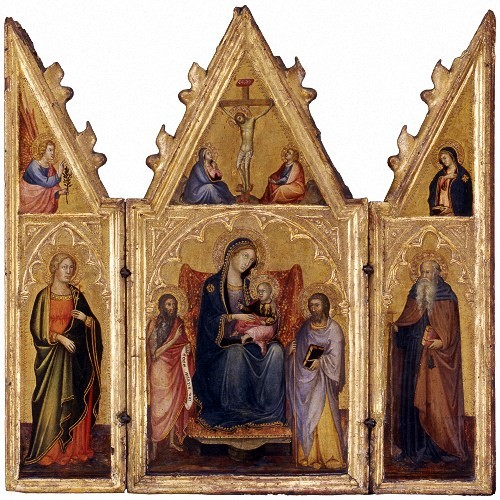
Мадонна с Младенцем и святыми. Дерево, темпера. Музей Линденау, Альтенбург
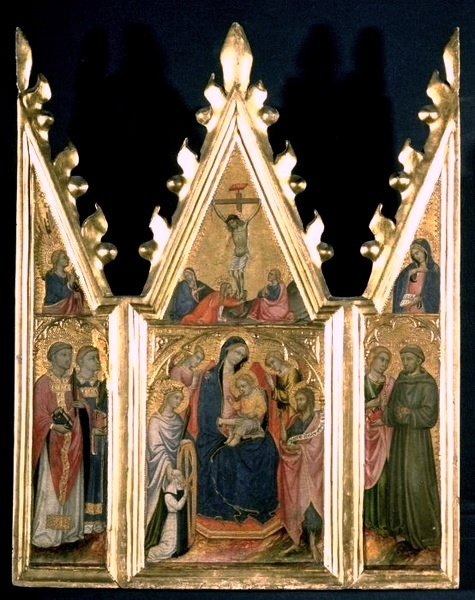
Мадонна с Младенцем и святыми. Дерево, темпера. Берлинская картинная галерея
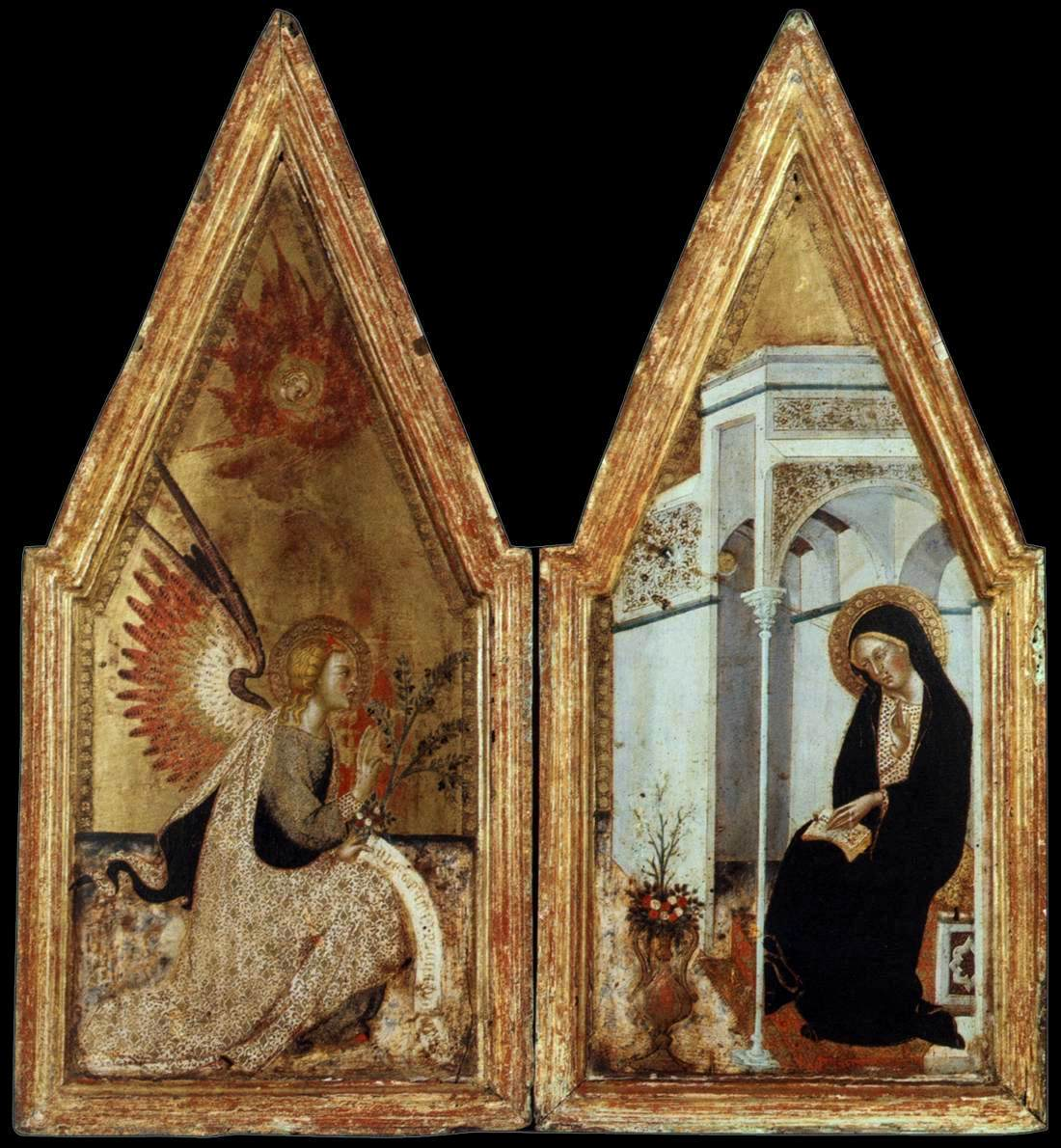
Благовещение. Диптих. Ок. 1383. Дерево, темпера. Музей изящных искусств, Будапешт
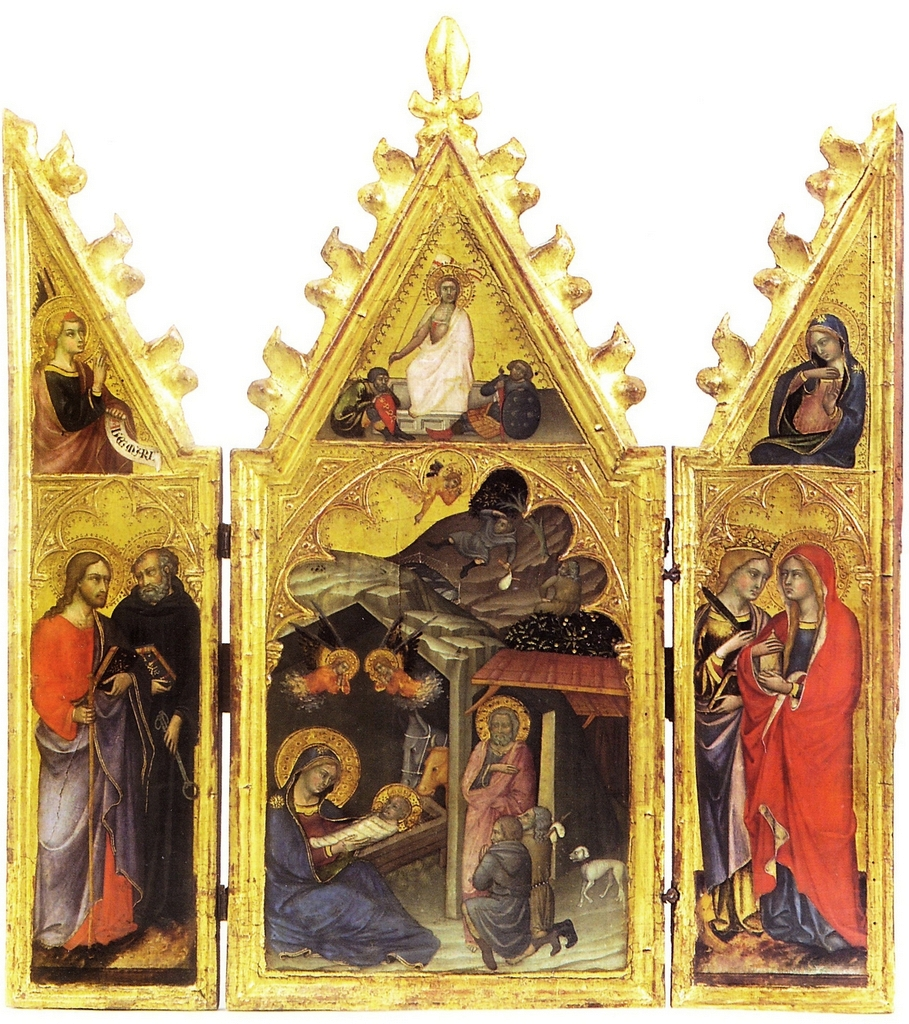
Рождество, Воскресение и святые. Триптих. 1397. Дерево, темпера. Пинакотека, Сиена
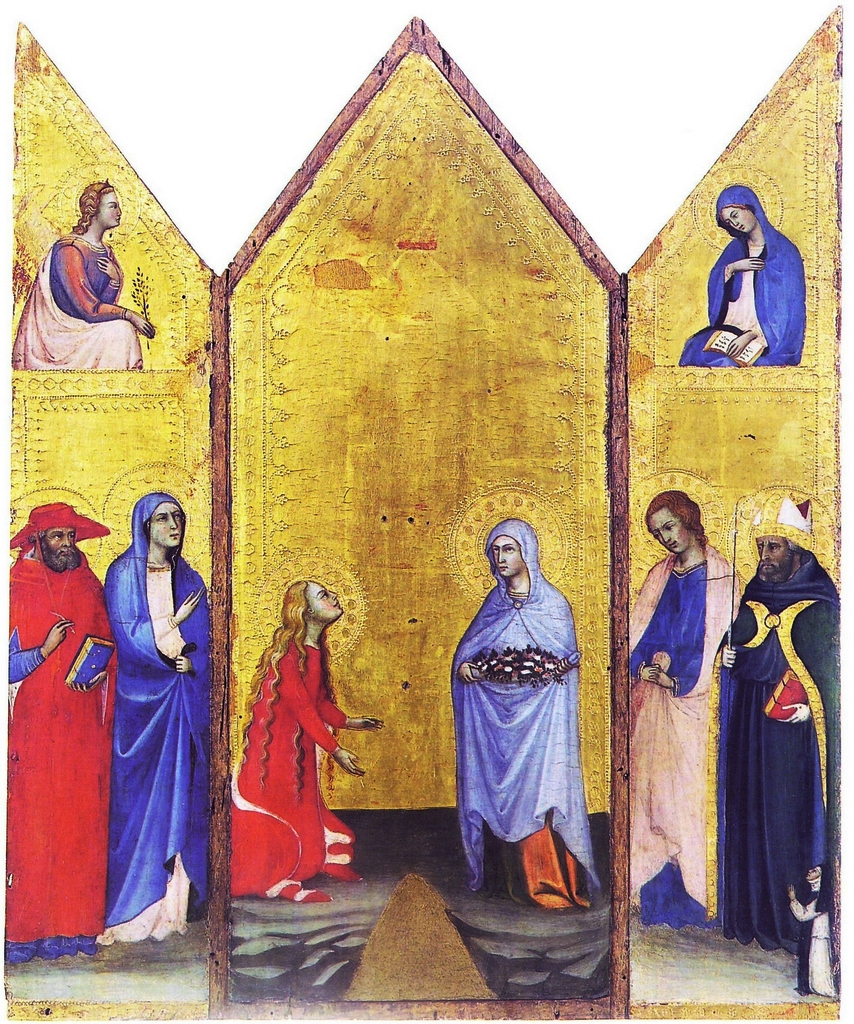
Распятие и святые. Триптих. 1400-1410. Дерево, темпера. Пинакотека, Сиена